# André Berteloot
Pour les articles homonymes, voir Berteloot.
André Berteloot, né le 18 mars 1919 à Bergues (Nord), mort le 23 mars 2004 est un syndicaliste et homme politique français. Membre du Bureau confédéral de la CGT de 1959 à 1978, il est l'un des négociateurs, en mai 1968 des Accords de Grenelle ou « Constat de Grenelle » selon la terminologie de la CGT.

## Biographie
André Berteloot (orthographié parfois, à tort, Berthelot ou Bertheloot), fils d'un linotypiste, effectue des études secondaires au lycée Jean-Bart de Dunkerque. Mobilisé en 1939, démobilisé en 1942, il fait des études de droit à Toulouse et entre par concours dans l'Administration des contributions. Nommé en 1944 à Agen, il poursuit une carrière d'inspecteur (cadre de la fonction publique). Syndiqué dès lors au Syndicat national des agents des contributions indirectes (SNACI-CGT), il en devient le secrétaire général en 1952. 

### Responsabilités syndicales
En 1954, il est élu secrétaire général-adjoint de l'Union générale des fédérations de fonctionnaires-CGT, dont le dirigeant est Léon Rouzaud, et auquel il succède en 1956. Il reste secrétaire général de l'UGFF-CGT jusqu'en 1963. Il entre à la Commission  administrative (CA) de la CGT en 1957, et est peu après pressenti pour être nommé au Bureau confédéral en remplacement d'Alain Le Léap, démissionnaire en novembre 1957. Il a en effet le même profil : cadre de la fonction publique et non communiste, sans être « contestataire », contrairement à Léon Rouzaud et Pierre Le Brun. Il y accède en effet lors du 32e Congrès confédéral en 1959. Il y demeure pendant dix-neuf ans, devenant trésorier puis administrateur de la CGT. En 1965, il ajoute à ces fonctions celle de Président de l'Union générale des ingénieurs, cadres et techniciens CGT (UGICT-CGT), responsabilité qu'il transmet en 1969 à Jean-Louis Moynot.
Outre sa fonction de gestionnaire des finances syndicales, et la mise en chantier dans les années 1970 de la construction du nouveau siège du syndicat à Montreuil, il tient un rôle de premier plan à la CGT, participant notamment en janvier 1966 au premier accord, conclu en France, entre deux centrales syndicales : l'accord d'unité d'action avec la CFDT.
En Mai 1968, il est pour le compte de la CGT un des négociateurs des Accords de Grenelle, au sein d'une délégation qui équilibre formellement les non communistes (lui-même, Jean-Louis Moynot et René Buhl) et les communistes (Benoît Frachon, Georges Séguy et Henri Krasucki).
En 1977, André Berteloot abandonne ses responsabilités syndicales pour terminer sa carrière professionnelle comme conservateur des hypothèques à Compiègne. Au moment de son départ Georges Séguy salue : « André, un de ceux qui, n'ayant pas d'engagement politique, contribue à l'équilibre des positions de la CGT sans jamais en atténuer (...) le caractère progressiste (...). Un de ces hommes qui ont contribué à donner à la CGT son caractère unitaire, démocratique (...) ».

## Sources et bibliographie
- René Bidouze, Les fonctionnaires, sujets ou citoyens ? Le syndicalisme de la scission de 1947-1948 à 1981, éditions sociales, Paris, 1981.
- Jeanne Siwek-Pouydesseau, Les syndicats de fonctionnaires depuis 1948, « Politique d'aujourd'hui », Presses universitaires de France, 1989.
- Dominique Andolfatto, Dominique Labbé, La CGT. Organisation et audience depuis 1945, « Recherches », éditions La Découverte, Paris, 1997.
- Michel Dreyfus et Jeanne Siwek-Pouydesseau, notice « André Bertheloot », article 16488 du 20 octobre 2008, in Dictionnaire biographique, mouvement ouvrier, mouvement social (Le Maitron)

## articles connexes
- Bureau confédéral de la Confédération générale du travail
- Union générale des ingénieurs, cadres et techniciens CGT
- Union générale des fédérations de fonctionnaires